# Nigone
La contea di Nigone fu un feudo imperiale e ducale nella montagna reggiana appartenuto alle famiglie Terzi e Vallisneri sino alla soppressione dei feudi napoleonica nel 1796.
Aveva come presidio un castello, i cui ruderi sono tutt'oggi visibili sul poggio del paese.

## Storia
La giurisdizione di Nigone, già appartenente ai Terzi dal 1247 per diploma di Federico II di Svevia, divenne contea nel 1387 con investitura dell'imperatore Venceslao|, che infeudò il castello di Nigone con le ville di Montemiscoso, Ramiseto, Gottano e Gazzolo a Nicolò Terzi.
Il feudo rimase alla famiglia fino al 18 luglio 1409 quando, in seguito all'uccisione di Ottobono Terzi e alla disfatta della famiglia, Giovanni, fratello di Ottobono fu spogliato dal marchese Nicolò d'Este delle suddette terre, che vennero donate ad Antonio da Vallisnera, che consegnò a lui la cittadella di Reggio, e suo fratello Gardino assieme alle terre di Castagneto, Camporella, Vairo, Palanzano, Miscoso, parte del castello di Castione, il castello del Castellaro e Pieve San Vincenzo. 
Il 13 gennaio 1428, morto Antonio, il governo di Reggio in nome del marchese di Ferrara conferma il feudo con le sue pertinenze al figlio Baldassarre, in nome dei nipoti Giovan Giacomo, Federico, Raimondo ed Ettore, legittimi eredi.
Nel 9 maggio 1444 il marchese Leonello d'Este rinnova l'investitura ai fratelli Vallisneri, ma senza le ville di Gottano e Gazzolo, probabilmente ribellatesi ad Antonio e passate agli estensi, come risulta da una lettera del podestà di Felina al governo di Reggio del 16 gennaio 1426. 
Infatti da una sentenza giuridica del 1445 si evince che i comuni e gli uomini di Ramiseto e Montemiscoso, dipendenti da Nigone, dovessero ancora definire chiaramente i confini con il comune e gli uomini di Gazzolo. 
Altrettanto discussi erano i confini con la giurisdizione del castello di Busana, pertinenza della famiglia Dalli, ed in una sentenza del 12 giugno 1441 si chiarisce l'appartenenza della villa di Cervarezza al feudo di Luigi e Galasso da Dallo.
Nel 1446, a seguito del rifiuto degli uomini di Nigone di pagare la tassa del soldato ed altre disobbedienze, il marchese Leonello scrisse due lettere al governo di Reggio nel 7 febbraio e 24 dicembre affinché andassero in aiuto dei fratelli Vallisneri e nessun loro suddito fosse processato a Reggio senza espressa licenza marchionale; entrambe le lettere furono confermate dal marchese Borso il 23 marzo 1451.
A partire dal 1444 il vescovo di Parma Delfino della Pergola e poi la Comunità stessa tentarono per vie legali e non di sottrarre i territori delle Valli dei Cavalieri dal dominio dei Vallisneri, riuscendo a distruggere il fortilizio del Castellaro, rivendicare il possesso di Vairo e di tutte le terre e privilegi detenuti nelle Valli, tanto che il 26 gennaio 1506 Alfonso I d'Este concesse alla famiglia un privilegio di esenzione come risarcimento per le perdite subite, confermato da Ercole II d'Este il 22 febbraio 1537.
Nel 22 novembre 1535 la comunità di Reggio concede in livello ai conti Carlo e Francesco, figli di Borso di Giovan Giacomo, le terre di Ardola e Vaccarezza. Contro il possesso di questi pascoli si opposero nel 1536 gli uomini di Gazzolo che scrissero al duca Ercole rivendicando la loro autonomia ottenuta al tempo di Antonio da Vallisnera.
Il 12 novembre 1610 vengono discussi i confini tra le giurisdizioni di Montemiscoso e Ramiseto del conte Carlo di Carlo e i conti Vallisneri di Vallisnera.
Nel 1658 il conte Odoardo di Francesco di Carlo scrive al granduca di Toscana chiedendo punizione per un suo suddito reo di omicidio fuggito in Lunigiana, con risposta affermativa del 3 dicembre.
Il 20 aprile 1676 per decreto del consiglio di segnatura di Modena il segretario di stato Francesco Bianchi avvisa il commissario di Nigone di provvedere al pagamento delle colte al feudatario.

## Conti di Nigone (1387-1796)

### Terzi (1387-1409)
- Niccolò Terzi il Vecchio
- Giovanni Terzi; fratello di Ottobono Terzi.

### Vallisneri (1409-1796)
- Antonio da Vallisnera (-1427); capitano di Ottobono Terzi, governatore e anziano di Reggio. (Investitura del 18 luglio 1409)
- Gian Giacomo, Federico, Ettore e Raimondo; nipoti di Antonio, suoi eredi dopo la morte del padre Galeotto. (Investiture del 13 gennaio 1428, 9 maggio 1444, 25 novembre 1450, 24 agosto 1472)
- Borso I (-1511), cameriere di Gian Galeazzo Sforza, Giannantonio, conte palatino, Gianmaria, governatore di Cremona e Busseto, Guido e Nicolò di Giovan Giacomo per ¼, Ercole ed Emanuele di Federico per ¼, Galeotto e Giovan Battista di Raimondo per ¼, Sigismondo di Ettore per ¼. (Investitura del 5 aprile 1505)
- Ercole di Federico, Grazio di Gianmaria, Alfonso, Antonio, Galeazzo e Vitaliano di Giannantonio e Carlo di Borso (-1560). (Investitura del 14 marzo 1532)
- Guido e Francesco di Grazio per metà e Carlo di Carlo per l'altra metà, dopo l'estinzione delle linee di Federico, Raimondo, Ettore e Giannantonio. (Investitura del 23 aprile 1560)
- Carlo II con erezione della primogenitura del feudo dopo l'estinzione della linea di Gianmaria. (Investitura del 6 aprile 1582)
- Carlo II. (Investitura del 3 agosto 1600)
- Claudio Vallisneri Malaguzzi di Carlo II (-1645); con aggiunto il cognome della madre. (Investitura del 15 febbraio 1630)
- Francesco Vallisneri Malaguzzi fratello di Claudio dopo estinzione della linea masculina di Claudio; maggiordomo della bocca della duchessa Maria Caterina Farnese. (Investitura del 19 febbraio 1647)
- Odoardo di Francesco (-1662); gentiluomo di camera di Alfonso II e Cesare d'Este. (Investitura del 12 dicembre 1654)
- Paolo di Odoardo (1648-); gentiluomo di camera di Cesare d'Este. (Investitura del 31 maggio 1695).
- Borso II Vallisneri Vicedomini (1678-1757);  eredita il cognome per testamento del conte Ippolito Vicedomini.
- Ippolito Vallisneri Vicedomini (1700-1780).
- Girolamo Vallisneri Vicedomini (1753-1815); presidente della fabbriceria della Ghiara, perde il feudo con le leggi eversive della feudalità napoleoniche. Morto senza eredi viventi, dona la sua eredità al Tempio della Ghiara di Reggio Emilia.